# Atholus tenuistriatus
Atholus tenuistriatus är en skalbaggsart som först beskrevs av Lewis 1889.  Atholus tenuistriatus ingår i släktet Atholus och familjen stumpbaggar. Inga underarter finns listade i Catalogue of Life.